# David Piqué i Batallé
David Piqué i Batallé (Barcelona, 4 de desembre de 1961 - 26 de setembre de 2016) fou coordinador territorial i número dos del Cos de Mossos d'Esquadra. Era llicenciat en dret per la Universitat Autònoma de Barcelona.
Piqué tingué una llarga trajectòria en el cos, on era pràcticament una institució, membre de la coneguda com «promoció 0». La seva primera destinació, amb 20 anys, va ser al Palau de la Generalitat. Després va exercir d'investigador, va estar a la Divisió de Serveis Especials, va ser el cap d'Assumptes Interns, de la Divisió Operativa de Recursos Humans i va estar a l'Escola de Policia, entre d'altres.
El seu discurs el Dia de les Esquadres de 2012, acte en el qual va rebre la medalla de bronze amb distintiu blau, va aixecar força polèmica quan, després dels aldarulls de la vaga general del 29 de març, va animar a lluitar contra les protestes de carrer a la ciutat, que va denominar «guerrilles urbanes».
Piqué va ser l'ideòleg de la síndrome de Sherwood, un concepte d'estratègia policial que va desenvolupar l'any 2009 en el seu treball final del Màster en Polítiques Públiques de Seguretat de la Universitat Oberta de Catalunya i l'Institut de Seguretat Pública de Catalunya. Quan la Directa va fer públic el seu contingut l'any 2012, va generar polèmica i va rebre crítiques en avalar tàctiques policials preventives a fi d'escalfar el clima social amb el propòsit de legitimar als ulls de l'opinió pública la repressió policial posterior.

## Trajectòria
- Ingrés al cos dels Mossos d'Esquadra (1981)[2]
- Escorta de l'expresident de la Generalitat de Catalunya Jordi Pujol (1982)
- Caporal (1983)
- Escamot 16 (1984)
- Sergent (1986)
- Cap d'Àrea de Serveis Especials (1989)
- Subinspector (1991)
- Cap de Divisió de Serveis Especials (1991)
- Coordinador d'actuacions policials (1993)
- Coordinador de Divisions Operatives (1994)
- Cap de la Divisió d'Inspecció General (1995)
- Inspector (1996)
- Cap de la Divisió d'Inspecció (1996)
- Intendent (1998)
- Cap de la Divisió Operativa de Recursos Humans (1998)
- Responsable de Formació de l'Escola de Policia de Catalunya (1999)
- Subdirector general de Formació de l'Escola de Policia de Catalunya (2001)
- Comissari (2003)
- Cap de la Comissaria general tècnica (2004)
- Coordinador de les regions metropolitanes (2008)
- Cap de la Regió Policial Metropolitana Nord (2010)
- Cap de la Comissaria Superior de coordinació territorial (2012)